# Anaspis jeanneli
Anaspis jeanneli es una especie de coleóptero de la familia Scraptiidae.

## Distribución geográfica
Habita en Kenia.